# ハイアットリージェンシー那覇沖縄
ハイアットリージェンシー那覇沖縄（ハイアットリージェンシーなはおきなわ、英: Hyatt Regency Naha Okinawa）は、沖縄県那覇市中心部に位置するラグジュアリーホテルである。ケン・コーポレーションの傘下企業（PHR沖縄ホテルマネジメント株式会社）によって運営されている。

## 概要
2015年（平成27年）7月2日に、沖縄初のハイアットホテル「ハイアット リージェンシー 那覇沖縄」として那覇市国際通り近くの桜坂に開業した。
スイートルーム14室を含む全294室。高さ67m。全客室から那覇市内を一望できる。4つの個性的レストラン・バーや宴会・会議施設の他、ジェットバス、屋外プール、テクノジム社製の機器を揃えたフィットネスセンター、ガーデンがある。全館禁煙。

## 客室
- 16階 - 17階：クラブフロア（エグゼクティブフロア）

クラブフロアの宿泊者は最上階18階のリージェンシークラブラウンジを利用可能。
-クラブ ツイン
-クラブ デラックス ツイン
-リージェンシー スイート ツイン
-リージェンシー スイート キング
-リージェンシー エグゼクティブ スイート ツイン
-リージェンシー エグゼクティブ スイート キング
- 4階 - 15階：スタンダードフロア

-ツインルーム
-デラックスツイン
-デラックスツインエキストラ

## 設備
- MILANO|GRILL（ミラノ・グリル） 18階（イタリアン＆グリル）
- the bar（ザ・バー） 18階（バー）
- the lounge（ザ・ラウンジ） 1階
- sakurazaka（桜坂） 2階　（ブッフェダイニング）
- HYデリ（ホテルショップ）

## アクセス
- 沖縄都市モノレール
  - ゆいレール牧志駅より徒歩7分

- 車
  - 那覇空港より車で約20分
  - 空港－ホテル間のハイヤー送迎サービス有。（有料）

## 周辺施設
- 国際通り
- 壷屋やちむん通り
- 那覇市第一牧志公設市場
- 桜坂劇場
- 首里城
- Tギャラリア沖縄 by DFS
- 国際通り屋台村
- 桜坂エリア